# Экерс-Дуглас, Аретас, 2-й виконт Чилстон
Аретас Экерс-Дуглас, 2-й виконт Чилстон (англ. Aretas Akers-Douglas, 2nd Viscount Chilston; 17 февраля 1876, Лондон — 25 июля 1947, Мейдстон) — британский дипломат. Член Тайного совета Великобритании с 1939 года.
Родился в семье британского консервативного политика Аретаса Экерс-Дугласа, который 1902—1905 годах был министром внутренних дел королевства. После смерти отца в 1926 году унаследовал титул виконта Чилстона.
В 1889—1895 годах учился в Итонском колледже.
С октября 1898 года — на дипломатической службе.
В 1911—1914 годах поверенный в делах в Черногории.
В 1921—1928 годах — посланник Великобритании в Австрии, в 1928—1933 — в Венгрии, в 1933—1938 — СССР. Находясь в СССР во время чисток 1937 года, сообщал в Форин-офис, что считает признания Радека и Пятакова ложными, полученными под давлением.
Потом в отставке. Оставшиеся годы жизни провёл в родовом имении в Мейдстоне.
C 06.08.1903 года был женат на Эми Дженнингс (ум. 1962).
Рыцарь Великого Креста ордена Святого Михаила и Святого Георгия (1935, рыцарь-командор 1927, кавалер 1918).